# Flabellina capensis
Flabellina capensis je vrsta puža golaća (gološkržnjaka) iz porodice Flabellinidae. Ima oblik plašta, i poput ostalih vrsta iz te porodice vrlo lijepo je obojen. Hermafrodit je (dvospolac). Naraste do četiri centimetra. 
Ova vrsta je endem na poluotoku Cape u Južnoafričkoj Republici. Hrani se obrubnjacima roda Eudendrium.

## Vanjske poveznice
|  | Zajednički poslužitelj ima još gradiva o temi Flabellina capensis |